# Монополистические объединения в Российской империи
Монополистические объединения в Российской империи в конце XIX — начале XX века заняли господствующее положение в экономике страны.

## Предыстория
Появление монополистических объединений в России имеет достаточно давнюю предысторию. В России, как и в каждой стране, существовали государственные монополии на производство важных групп товаров — соляная монополия, монополия на выделку пороха, тиражирование календарей.
Со времен экономических реформ Петра I правительство достаточно активно вмешивалось в рыночное регулирование промышленности и при необходимости создания в стране новых производств предоставляло фабрикантам (в том числе и иностранцам) монопольные права на производство их продукта в России. Особенный размах эта практика приобрела в правление Елизаветы Петровны. Так, по просьбе учредителей первой петербургской ситцевой фабрики Чемберлина и Козенса в 1753 году на 10 лет было запрещено устройство ситцевых фабрик во всей стране. В том же году аналогичную привилегию получил устроивший в Москве фабрику сусального золота и серебра купец Федотов. Более того, в некоторых случаях приближенные ко двору фабриканты добивались даже закрытия уже работающих фабрик, конкурировавших с их собственными.
Несколько изменилась подобная политика в правление Екатерины II, которая считала монополии вредными и отдавала предпочтение мелкой промышленности перед крупной. Известно, что в своём наказе вице-президенту Мануфактур-коллегии Фёдору Сукину она писала:

Великие мануфактурные заведения вместо того, чтобы долженствовали служить к общему рукоделий распространению и обогащения государства, заключили все рукоделия в стенах своих, а случившиеся злоупотребления и бывшая монополия лишили многих пропитания… Со времени умножения фабрик города в упадок приходить начали… Содержатели великих фабрик ненавистны сделались обществу

С начала XIX века со стороны русского правительства наблюдается определённая двойственность в отношении крупной промышленности: с одной стороны, правительственные чиновники в официальных документах всячески порицали её, с другой стороны, на деле, вводили поддерживающие её меры: запретительный тариф, крупные денежные субсидии, строительство дорогостоящих «образцовых заведений».

## Золотой век русских монополий
В результате экономических реформ Александра II в российской промышленности начался процесс вытеснения вотчинно-дворянских фабрик частнопредпринимательскими промышленно-купеческими фабриками, бурный рост кустарных и мануфактурных предприятий. Так, если в 1861 году в Российской империи насчитывалось 128 акционерных обществ с капиталом в 256 миллионов рублей, более двух сотен механических и литейных заводов с несколькими десятками тысяч рабочих, то за 1861—1873 годы было учреждено 357 акционерных обществ: 53 железнодорожных общества с капиталом примерно 700 миллионов рублей, 73 банка с капиталом порядка 220 миллионов и 163 промышленных общества с капиталом в 130 миллионов рублей, а к 1900 году акционерно-паевых предпринимательских структур насчитывалось около 1300.
В бурно развивающейся российской промышленности шли те же процессы концентрации капитала, что и в экономике других стран, но с отставанием примерно в 10 лет. Факторами, влияющими на монополизацию российской промышленности были: быстрый рост крупных предприятий, концентрировавших преобладающую долю промышленных ресурсов, зачаточный характер отдельных видов производства, который ещё больше повышал уровень концентрации, создавая своеобразную «естественную» монополию ограниченного числа предприятий в производстве и сбыте. Кроме того, определённое ускоряющее воздействие на процесс монополизации оказал иностранный капитал, принесший с собой новые организационные формы промышленного производства и борьбы с конкуренцией.

### 1875—1900
Первым синдикатским объединением в России можно считать «Конвенцию страховых от огня обществ», образованную в 1874 году. Специальное тарифное соглашение (конвенция), подписанное владельцами 8 страховых акционерных обществ по страхованию от огня (Первое российское 1827 года, Второе российское 1835 года, товарищество «Саламадра», Московское, Русское, Коммерческое, Варшавское и Северное общества) было направлено на недопущение возникновения новых страховых предприятий и раздробления операций между ними.
В 1875—1900 годах было создано и функционировало около 50 различных союзов и соглашений в промышленности. Кроме того, были созданы монополистические объединения на водном транспорте и среди банков.
Отличительной чертой развития монополистического капитализма в России в этот период, обусловленной специфическими условиями её экономического и политического развития, такими как переход к капитализму в результате реформы, сохранение абсолютизма, являлось непосредственное вмешательство государства в организацию и деятельность монополий в отраслях, обеспечивающих нужды или играющих особое значение в системе государственного хозяйства (металлургия, транспорт, машиностроение, нефтяная и сахарная промышленность).
Несмотря на бурный рост монополистических объединений в Российской империи до 1900 года их роль в экономике страны была относительно невелика, а в организационном отношении они были слабы и непрочны.

### 1900—1910
Значительно ускорил образование монопольных объединений в России экономический кризис 1900—1903 годов. В результате кризиса монополии стали охватывать важнейшие отрасли промышленности. Наиболее частыми формами монополий стали картели и синдикаты, которые характеризовались монополизацией сбыта посредством установления квот, регламентирования цен и распределения заказов между предприятиями, сохранявшими свою производственную и финансовую самостоятельность. При этом, зачастую некоторые предприятия участвовали одновременно в нескольких соглашениях.
В условиях отсутствия в Российской империи законодательных и административных норм, регулирующих создание и деятельность монопольных объединений, а также наличия прямого запрета на формирование монопольных союзов в уголовном законодательстве, было распространено заключение негласных и официально не регистрируемых соглашений. При этом значительная часть из них действовала с согласия и при прямой поддержке правительства («Продпаровоз», военно-промышленные монополии).
Нелегальное положение монопольных объединений создавало их участникам значительные неудобства, ограничивая их возможности для коммерческой и юридической деятельности. В связи с этим многие монополии стремились к гражданско-правовой легализации, используя для этого существующие формы экономической организации. Так, многие крупные синдикаты («Продамет», «Продуголь», «Продвагон», «Кровля», «Медь», «Проволока», РОСТ) формально являлись акционерными обществами, действительные цели и механизм которых определялись особыми контрагентскими договорами. Их распорядительными органами являлись правления — по уставу, или советы и комитеты — по контрагентским договорам). Вместе с коммерческими органами управления (бюро или конторы) они составляли оперативный аппарат, позволявший регулировать не только сбыт продукции, но и её производство.

### 1910—1914
В следующий период развития монопольного капитализма в России происходил дальнейшей рост числа монополий. Количество торгово-промышленных картелей и синдикатов достигло числа 150—200 организаций.
Ускорился процесс формирования монопольных объединений в банковском секторе. Русско-Азиатский, Международный, Азовско-Донской, Русский для внешней торговли, Русский торгово-промышленный банки превратились в банковские монополии. Одновременно шёл процесс проникновения крупных банков в промышленный капитал и другие отрасли экономики.
Вместе с процессами концентрации и комбинирования производства это привело к образованию более сложных форм монополий — трестов и концернов, в рамках которых происходило регулирование не только сбыта, но производства продукции (Русская нефтяная генеральная корпорация, «Шелл», товарищество «Братья Нобель», «Треугольник», Ленское золотопромышленное товарищество, «Коломна — Сормово», «Руссуд-Наваль», военно-промышленная группа Русско—Азиатского банка).
При этом уровень монопольной концентрации в разных отраслях производства отличался крайней неравномерностью. Так, если в металлургии, транспортном машиностроении, нефте- и угледобыче, сахарном производстве монопольные объединения почти безраздельно господствовали на рынке, то в металлообработке, легкой и пищевой промышленности уровень монополизации был невысок, а в станкостроении монопольных объединений не было совсем.

### 1914—1917
Несмотря на то, что с началом Первой мировой войны деятельность ряда монополий прекратилась (так, в результате внутренних противоречий распался «Продуголь»), в целом война усилила монополизацию капитала в России. В результате ряда слияний и поглощений сложились крупнейшие концерны Второва, Путилова—Стахеева—Батолина, братьев Рябушинских.
Особенное развитие получили монополии, связанные с военным производством. Специфической формой монопольных объединений стало объединение предприятий на основе производственного кооперирования для выполнения военных заказов. Характерной особенностью этого периода стало развитие государственно-монополистического капитализма либо на основе сращивания частнокапиталистических монополий с государственными органами (металлургические монополии — Металлургический комитет, джутовый синдикат — комитет льняной и джутовой промышленности), либо в форме принудительных объединений по инициативе и при участии правительства (организации Ванкова, Ипатьева, Киевская организация производства колючей проволоки).

## Ликвидация монополий
Деятельность монополий была прекращена большевиками после Октябрьской революции в ходе национализации промышленности и банков в 1917—1918 годы. При этом, новая власть частично использовала органы управления монополистических объединений при организации социалистической экономики.

## Список монополистических объединений
| Синдикаты и картели |                       |                    |                   |                                                                |
| Металлургия |                       |                    |                   |                                                                |
| Название | Год образования       | Год ликвидации     | Крупные участники | Примечания                                                     |
| Синдикат «Брянск — Варшава» | 1883                  |                    |                   |                                                                |
| Соглашение Путиловского и Санкт-Петербургского железопрокатного заводов по сбыту железа в Петербурге и на прибалтийских рынках | 1886                  |                    |                   |                                                                |
| Конвенция трубопрокатных заводов                                                                                               | сер. 1890-х годов     |                    |                   |                                                                |
| Соглашение меднотрубных заводов                                                                                                | 1887                  | 1895-?             |                   |                                                                |
| «Продамет» | 1902                  | 1918               |                   |                                                                |
| Объединение польских металлургических заводов                                                                                  | 1902                  |                    |                   |                                                                |
| «Трубопродажа» | 1902                  | 1914               |                   |                                                                |
| Объединение металлургических заводов по продаже специальных чугунов                                                            | 1902                  |                    |                   |                                                                |
| Объединение меднотрубных заводов                                                                                               | 1902                  | 1915-?             |                   |                                                                |
| Объединение меднопрокатных заводов                                                                                             | 1903                  | 1917               |                   |                                                                |
| Соглашение кровельных заводов Урала                                                                                            | 1904                  | 1906               |                   |                                                                |
| «Кровля» | 1906                  | 1918               |                   |                                                                |
| «Жесть» | 1908                  | 1910               |                   |                                                                |
| «Медь» | 1907                  | 1918               |                   |                                                                |
| Соглашение польских заводов по сбыту сортового железа                                                                          | 1909                  | 1912               |                   |                                                                |
| Соглашение по продаже чугунных труб                                                                                            | с 1910                |                    |                   |                                                                |
| Машиностроение |                       |                    |                   |                                                                |
| Название | Год образования       | Год ликвидации     | Крупные участники | Примечания                                                     |
| Пароходство Берда | 1815                  |                    |                   |                                                                |
| «Союз рельсовых фабрикантов»                                                                                                   | 1882                  | 1887               |                   |                                                                |
| «Союз фабрикантов рельсовых скреплений»                                                                                        | 1884                  | 1891               |                   |                                                                |
| «Союз мостостроительных заводов»                                                                                               | 1884                  | 1892               |                   |                                                                |
| Соглашение мостостроительных заводов                                                                                           | 1897, 1900            |                    |                   |                                                                |
| «Союз фабрикантов, изготовляющих железнодорожные принадлежности»                                                               | 1889                  | 1897               |                   |                                                                |
| «Союз рельсовых заводов» | 1890                  | 1895               |                   |                                                                |
| «Союз вагоностроительных заводов»                                                                                              | 1891, середина 1890-х | 1893, конец 1890-х |                   |                                                                |
| «Продпаровоз» | 1901                  | 1918               |                   |                                                                |
| Объединение стрелочных заводов                                                                                                 | 1904                  | 1915-?             |                   |                                                                |
| Объединение мостостроительных заводов                                                                                          | 1903-04               | 1916-?             |                   | Создавалось несколько раз: в 1903-04, 1904-06, 1909, 1909-16-? |
| «Продвагон» | 1904                  | 1918               |                   |                                                                |
| Соглашение трамвайных заводов                                                                                                  | 1907                  | 1910-?             |                   |                                                                |
| «Урожай» | с 1913                |                    |                   | объединение заводов сельскохозяйственных машин                 |
| Металлообработка |                       |                    |                   |                                                                |
| Название | Год образования       | Год ликвидации     | Крупные участники | Примечания                                                     |
| Конвенция железопрокатных, проволочных и гвоздильных заводов                                                                   | 1886                  | 1887               |                   |                                                                |
| «Агентство проволочных заводов для Петербурга»                                                                                 | 1890                  |                    |                   |                                                                |
| Соглашение заводов, вырабатывающих иголки                                                                                      | 1880-е                |                    |                   |                                                                |
| «Гвоздь» | 1903                  | 1909               |                   |                                                                |
| «Проволока» | 1909                  | 1918               |                   |                                                                |
| Электротехника |                       |                    |                   |                                                                |
| Название | Год образования       | Год ликвидации     | Крупные участники | Примечания                                                     |
| Объединение электропромышленных предприятий                                                                                    | 1899                  | ?                  |                   | Повторно: 1908-17                                              |
| Объединение дизельных заводов                                                                                                  | 1902                  | ?                  |                   | Повторно: 1908-10-?                                            |
| Соглашение электропромышленных предприятий по поставке трамвайного оборудования                                                | с 1910                |                    |                   |                                                                |
| Объединение кабельных заводов                                                                                                  | ?                     | 1912-?             |                   |                                                                |
| «Электропровод» | 1914                  | ?                  |                   |                                                                |
| Военная промышленность |                       |                    |                   |                                                                |
| Название | Год образования       | Год ликвидации     | Крупные участники | Примечания                                                     |
| Соглашение заводов по поставкам Главному артиллерийскому управлению                                                            | с 1902                |                    |                   |                                                                |
| Соглашение заводов по поставкам металлических изделий для интендантства                                                        | с 1902                |                    |                   |                                                                |
| Соглашение по поставке обозов для инженерного и интендантских ведомств                                                         | 1906                  | 1910-?             |                   |                                                                |
| Соглашение динамитных заводов                                                                                                  | с 1907                |                    |                   |                                                                |
| Соглашение судостроительных заводов по поставке башенных установок                                                             | с 1910                |                    |                   |                                                                |
| Соглашение по строительству броненосцев                                                                                        | с 1910                |                    |                   |                                                                |
| Соглашение по строительству эсминцев                                                                                           | с 1913                |                    |                   |                                                                |
| Соглашение по строительству крейсеров для Чёрного моря                                                                         | с 1913                |                    |                   |                                                                |
| Соглашение по строительству подводных лодок                                                                                    | с 1914                |                    |                   |                                                                |
| Объединение заводов во главе с Путиловским для производства гранат                                                             | с 1915                |                    |                   |                                                                |
| «Царицынская группа» по производству орудий                                                                                    | с 1915                |                    |                   |                                                                |
| «Снарядосоюз» | с 1917                |                    |                   |                                                                |
| Химическая промышленность |                       |                    |                   |                                                                |
| Название | Год образования       | Год ликвидации     | Крупные участники | Примечания                                                     |
| Соглашение содовых заводов | ?-1908                | 1911-?             |                   |                                                                |
| Объединение заводов по сбыту серной кислоты                                                                                    | ?-1908                | 1917               |                   |                                                                |
| Соглашение заводов по сбыту дымящейся серной кислоты                                                                           | ?-1908                | 1913-?             |                   |                                                                |
| Конвенция заводов по сбыту анилиновых масел и соли                                                                             | ?-1908                | 1913-?             |                   |                                                                |
| Соглашение нефтепромышленников и владельцев сернокислотных заводов Баку по сбыту серной кислоты                                | 1908                  | 1912               |                   |                                                                |
| «Коксобензол» | 1916                  | 1918               |                   |                                                                |
| «Русскокраска» | 1915                  | 1918               |                   |                                                                |
| Горная промышленность |                       |                    |                   |                                                                |
| Название | Год образования       | Год ликвидации     | Крупные участники | Примечания                                                     |
| Объединение южных солепромышленников                                                                                           | с начала 1900-х       |                    |                   |                                                                |
| Объединение крымских солепромышленников                                                                                        | с начала 1900-х       |                    |                   |                                                                |
| Соглашение платинопромышленных предприятий                                                                                     | начало 1900-х         | 1917               |                   |                                                                |
| Объединение марганцепромышленников                                                                                             | 1902                  | 1917               |                   |                                                                |
| Объединение поставщиков серного колчедана                                                                                      | 1903                  | 1910-?             |                   |                                                                |
| Объединение железорудных предприятий Юга                                                                                       | 1908                  | 1913-?             |                   |                                                                |
| Соглашение уральских солепромышленников                                                                                        | с 1908                |                    |                   |                                                                |
| Объединение баскунчакских соляных промыслов                                                                                    | 1908                  | 1917               |                   | в составе общества «Океан»                                     |
| Соглашение солепромышленников южного и крымского районов                                                                       | с 1912                |                    |                   |                                                                |
| Силикатная промышленность |                       |                    |                   |                                                                |
| Название | Год образования       | Год ликвидации     | Крупные участники | Примечания                                                     |
| «Главная контора по продаже портланд-цемента заводов Юга России»                                                               | 1900                  | 1903               |                   |                                                                |
| «Русское товарищество для торговли цементами Юга России»                                                                       | 1903                  | 1918               |                   |                                                                |
| «Главная контора по продаже русских зеркальных изделий»                                                                        | 1899                  | ?                  |                   |                                                                |
| «Общество для продажи изделий русских зеркальных заводов»                                                                      | 1902                  | 1913-?             |                   |                                                                |
| Объединение польских фаянсовых предприятий                                                                                     | с 1903                |                    |                   |                                                                |
| Соглашение по сбыту бутылочного стекла                                                                                         | с 1907                |                    |                   |                                                                |
| «Стекло» | ?                     | 1909-?             |                   |                                                                |
| Объединение цементных заводов центрального района                                                                              | с 1913                |                    |                   |                                                                |
| Соглашение польских стеклопромышленников                                                                                       | 1914                  |                    |                   |                                                                |
| Текстиль |                       |                    |                   |                                                                |
| Название | Год образования       | Год ликвидации     | Крупные участники | Примечания                                                     |
| Соглашение московских ситценабивных фирм                                                                                       | 1893                  | ?                  |                   |                                                                |
| Соглашение лодзинских фабрикантов                                                                                              | 1900                  | 1907               |                   |                                                                |
| Соглашение московских мануфактуристов                                                                                          | 1900                  | 1904               |                   |                                                                |
| Объединение джутовых промышленников                                                                                            | 1900                  | 1901               |                   | Второй раз:1909-17                                             |
| Объединение московских ситцевых фабрикантов                                                                                    | 1904                  | 1914               |                   |                                                                |
| Объединение иваново-вознесенских ситцевых фабрикантов                                                                          | 1904                  | 1914               |                   |                                                                |
| «Экспортный текстильный синдикат»                                                                                              | 1909                  | 1917               |                   |                                                                |
| Объединение красильно-аппретурных предприятий                                                                                  | 1912                  | 1917               |                   |                                                                |
| Объединение льнопромышленников — РАЛО                                                                                          | с 1912                |                    |                   |                                                                |
| Соглашение московских и иваново-вознесенских фабрикантов по регулированию кредита в Средней Азии                               | с 1913                |                    |                   |                                                                |
| Соглашение по продаже триковых тканей                                                                                          | с 1913                |                    |                   |                                                                |
| Соглашение по продаже плюша и бархата                                                                                          | с 1913                |                    |                   |                                                                |
| Объединение по продаже бумажных кружев                                                                                         | с 1913                |                    |                   |                                                                |
| «Товарищество на паях для внутренней и внешней торговли мануфактурными товарами»                                               | с 1914                |                    |                   | объединение текстильных промышленников                         |
| Пищевая промышленность |                       |                    |                   |                                                                |
| Название | Год образования       | Год ликвидации     | Крупные участники | Примечания                                                     |
| Соглашение сахарозаводчиков | 1887                  | 1895               |                   |                                                                |
| «Союз рафинеров» | 1902                  | 1917               |                   | с перерывами                                                   |
| Объединение южнорусских крахмальных заводов                                                                                    | ?                     | 1903-?             |                   |                                                                |
| Объединение дрожжевых заводов Северо-Западного края                                                                            | ?                     | 1903-?             |                   |                                                                |
| «Дрожжи» | с 1908                |                    |                   |                                                                |
| Соглашение рыбопромышленников Центрального, Южного и Варшавского районов                                                       | 1910                  |                    |                   |                                                                |
| Объединение консервных заводов                                                                                                 | ?                     | 1910-?             |                   |                                                                |
| Соглашение пивоваренных заводов Юга                                                                                            | 1911                  |                    |                   |                                                                |
| Объединение польских крахмальных заводов                                                                                       | с 1913                |                    |                   |                                                                |
| Каменноугольная промышленность                                                                                                 |                       |                    |                   |                                                                |
| Название | Год образования       | Год ликвидации     | Крупные участники | Примечания                                                     |
| Соглашение донбасских углепромышленников                                                                                       | 1888, 1893, 1897      |                    |                   |                                                                |
| Соглашение домбровских углепромышленников                                                                                      | 1890-е                |                    |                   |                                                                |
| «Продуголь» | 1904                  | 1916               |                   |                                                                |
| Объединение черемховских углепромышленников                                                                                    | с 1908                |                    |                   |                                                                |
| Объединение забайкальских углепромышленников                                                                                   | с 1908                |                    |                   |                                                                |
| Нефтяная промышленность |                       |                    |                   |                                                                |
| Название | Год образования       | Год ликвидации     | Крупные участники | Примечания                                                     |
| Объединение керосинозаводчиков — группа Ротшильда                                                                              | нач. 1890-х           |                    |                   |                                                                |
| «Бакинский стандарт» | 1891                  | 1893               |                   |                                                                |
| «Союз 7 фирм» | 1892                  | 1893               |                   |                                                                |
| «Союз бакинских керосиннозаводчиков»                                                                                           | 1893                  | 1897               |                   |                                                                |
| Соглашение бакинских нефтепромышленников по вывозу керосина на внутренние рынки                                                | 1901                  |                    |                   |                                                                |
| Объединение нефтепромышленников — ТОКАМП                                                                                       | 1901                  |                    |                   |                                                                |
| Соглашение грозненских нефтепромышленников                                                                                     | 1902                  | 1903               |                   |                                                                |
| Соглашение товарищества «Братья Нобель», Каспийского товарищества и общества Манташева о торговле нефтепродуктами              | 1902                  | 1903               |                   |                                                                |
| Объединение нефтепромышленников — «Нефтапорт»                                                                                  | 1902                  |                    |                   |                                                                |
| Соглашение грозненских нефтепромышленников с «Русским стандартом» о торговле нефтепродуктами                                   | 1903                  |                    |                   |                                                                |
| Экспортное соглашение товарищества «Братья Нобель» и Каспийского товарищества                                                  | 1904                  |                    |                   |                                                                |
| Объединение нефтепромышленников — Комитет соглашения                                                                           | 1904                  | 1911               |                   |                                                                |
| «Нобмазут» | с 1905                |                    |                   |                                                                |
| Соглашение крупных нефтепромышленников («Нобмазут» и «Олеум»)                                                                  | 1905                  | 1910-?             |                   |                                                                |
| Соглашение товарищества «Братья Нобель» и Каспийского товарищества с Комитетом соглашения                                      | 1906                  | 1911               |                   |                                                                |
| Соглашение общества Лианозова и товарищества «Братья Нобель» по поставкам машинного масла                                      | 1910                  | 1912—?             |                   |                                                                |
| Соглашение товарищества «Братья Нобель» и бакинских нефтепромышленников о ценах на керосин                                     | 1910                  | 1911               |                   |                                                                |
| Соглашение товарищества «Братья Нобель» и общества Лианозова о торговле бензином                                               | 1912                  |                    |                   |                                                                |
| Объединение нефтепромышленников — ВОЧЕТО                                                                                       | 1913                  |                    |                   |                                                                |
| Другие отрасли |                       |                    |                   |                                                                |
| Название | Год образования       | Год ликвидации     | Крупные участники | Примечания                                                     |
| «Союз клееварных заводов» | 1901                  | 1905               |                   |                                                                |
| Комитет спичечных фабрикантов Западного края                                                                                   | 1905                  | 1907               |                   |                                                                |
| Объединение писчебумажных предприятий                                                                                          | с начала 1900‑х       |                    |                   |                                                                |
| Соглашение резиновых заводов «Треугольник» — «Проводник»                                                                       | 1908                  | 1912               |                   |                                                                |
| «Русское общество спичечной торговли»                                                                                          | 1908                  | 1916               |                   | с перерывом в 1913                                             |
| Тресты, концерны, финансово-промышленные группы                                                                                |                       |                    |                   |                                                                |
| Название | Год образования       | Год ликвидации     | Крупные участники | Примечания                                                     |
| Ниточный трест | 1900                  | 1917               |                   |                                                                |
| Группа Вогау | с начала 1900‑х       |                    |                   |                                                                |
| Нефтяной трест — товарищество «Братья Нобель»                                                                                  | 1879                  | 1920               |                   |                                                                |
| Акционерное общество «Океан»                                                                                                   | 1908                  | 1917               |                   |                                                                |
| Резиновый трест — товарищество «Треугольник»                                                                                   | с 1908                |                    |                   |                                                                |
| Нефтяной трест «Шелл» | с 1912                |                    |                   |                                                                |
| Нефтяной трест «Русская нефтяная корпорация»                                                                                   | с 1912                | 1917               |                   |                                                                |
| Дрожжевой трест | с 1912                |                    |                   |                                                                |
| Табачный трест | с 1913                |                    |                   |                                                                |
| «Коломна — Сормово» | с 1913                |                    |                   |                                                                |
| «Руссуд-Наваль» | с 1913                |                    |                   |                                                                |
| Военно-промышленная группа Русско-Азиатского банка                                                                             |                       |                    |                   |                                                                |
| Группа Второва |                       |                    |                   |                                                                |
| Группа Путилова — Стахеева — Батолина                                                                                          |                       |                    |                   |                                                                |
| Группа братьев Рябушинских |                       |                    |                   |                                                                |

## Источник
- Монополистические объединения в России. Советская историческая энциклопедия